# Aulhat-Saint-Privat
Aulhat-Saint-Privat korábbi község (település) Franciaországban, Puy-de-Dôme megyében. 2016. január 1-jén Flat községgel egyesült és Aulhat-Flat új község része lett.
Lakosainak száma 476 fő (2018. január 1.). Aulhat-Saint-Privat Brenat, Flat, Manglieu, Saint-Babel és Sauxillanges községekkel határos.

## Népesség
A település népességének változása:
| Lakosok száma | 340  | 290  | 270  | 303  | 322  | 348  | 406  | 413  | 474  | 476  |
|               | 1962 | 1968 | 1975 | 1982 | 1990 | 2008 | 2013 | 2015 | 2017 | 2018 |